# Ландульф VII (князь Капуи)
Ландульф VII (умер в 1007) — первоначально граф Сант-Агата, затем князь Капуи (в 1000—1007 годах).
Ландульф VII был вторым сыном Ландульфа III (или V по беневентской и капуанской нумерации соответственно), князя-соправителя Беневенто и Капуи. После смерти Ландульфа III его брат и соправитель Пандульф Железная Голова отстранил от власти своих племянников, детей покойного.
После смерти Пандульфа I старший сын Ландульфа III Пандульф II без труда отнял княжество Беневенто у своего двоюродного брата Ландульфа VI Капуанского, упразднив тем самым унию двух княжеств. Будущий Ландульф VII получил только графство Сант-Агата.
В 999 году император Священной Римской империи Оттон III низложил капуанского князя Лайдульфа, последнего из сыновей Пандульфа Железная Голова, а в марте 1000 года назначил князем Адемара, не принадлежавшего к правившей в княжестве династии.
Но уже в июле 1000 года жители Капуи изгнали Адемара и призвали на престол Ландульфа VII, приходившегося двоюродным братом Ландульфу VI, Ланденульфу II и Лайдульфу. Его вступлением на трон заканчивается двадцатилетняя сумятица вокруг капуанского престола.
Ландульфу VII в 1007 году наследовал его малолетний сын Пандульф II при регентстве беневентского князя Пандульфа (II по беневентской и III по капуанской нумерации).